# Jesús Juárez Párraga
Jesús Juárez Párraga (Alquerías, 22 luglio 1943) è un arcivescovo cattolico spagnolo, dall'11 febbraio 2020 arcivescovo emerito di Sucre.

## Biografia
Nato ad Alquerías, è entrato nel collegio salesiano di Cabezo di Torres nel settembre 1953. Terminati gli studi filosofici nel 1964, si è trasferito in Bolivia, dove ha lavorato con gli orfani fino al 1968; successivamente è tornato in Europa per studiare Pedagogia sociale allo studentato salesiano di Benediktbeuern e teologia alla Pontificia università salesiana.
Il 16 dicembre 1972 è stato ordinato sacerdote ad Alquerías. Ha svolto attività pastorale a Santa Cruz fino al 1977, per poi diventare vicario della provincia salesiana in Bolivia nel periodo 1979-1985 e, dal 16 aprile 1988, vescovo ausiliare dell'arcidiocesi di La Paz, nonché vescovo titolare di Gummi di Proconsolare.
Il 25 giugno 1994 è nominato primo vescovo della diocesi di El Alto, appena eretta da papa Giovanni Paolo II. A partire dal 1991 ha svolto vari incarichi all'interno della Conferenza episcopale boliviana, tra cui quello di vicepresidente e di segretario generale.
Il 2 febbraio 2013 è nominato arcivescovo di Sucre da papa Benedetto XVI. Prende possesso della sede il successivo 20 marzo. Il 29 giugno dello stesso anno, festa dei santi Pietro e Paolo, riceve il pallio da papa Francesco.
L'11 febbraio 2020 papa Francesco accoglie la sua rinuncia, presentata per raggiunti limiti di età; gli succede Ricardo Ernesto Centellas Guzmán, fino ad allora vescovo di Potosí.

## Genealogia episcopale e successione apostolica
La genealogia episcopale è:
- Cardinale Scipione Rebiba
- Cardinale Giulio Antonio Santori
- Cardinale Girolamo Bernerio, O.P.
- Arcivescovo Galeazzo Sanvitale
- Cardinale Ludovico Ludovisi
- Cardinale Luigi Caetani
- Cardinale Ulderico Carpegna
- Cardinale Paluzzo Paluzzi Altieri Degli Albertoni
- Papa Benedetto XIII
- Papa Benedetto XIV
- Papa Clemente XIII
- Cardinale Marcantonio Colonna
- Cardinale Giacinto Sigismondo Gerdil, B.
- Cardinale Giulio Maria della Somaglia
- Cardinale Carlo Odescalchi, S.I.
- Cardinale Costantino Patrizi Naro
- Cardinale Lucido Maria Parocchi
- Papa Pio X
- Papa Benedetto XV
- Papa Pio XII
- Cardinale Eugène Tisserant
- Papa Paolo VI
- Cardinale Agostino Casaroli
- Cardinale Santos Abril y Castelló
- Arcivescovo Jesús Juárez Párraga, S.D.B.

La successione apostolica è:
- Vescovo Eugenio Scarpellini (2010)
- Vescovo Fernando Bascopé Müller, S.D.B. (2010)